# La casa Rusia
La casa Rusia (The Russia House) (1990) es una película estadounidense del género dramático en un ambiente de espionaje, basada en la novela homónima de John le Carré. Dirigida por Fred Schepisi, está protagonizada por Sean Connery y Michelle Pfeiffer, con Roy Scheider, James Fox y Klaus Maria Brandauer en papeles secundarios.
La película está ambientada en la Unión Soviética, y es la primera película estadounidense rodada allí poco antes de la disolución de la Unión Soviética.

## Reparto
- Sean Connery en el papel de Bartholomew 'Barley' Scott Blair.
- Michelle Pfeiffer en el papel de Katya Orlova.
- Roy Scheider en el papel de Russell.
- James Fox en el papel de Ned.
- John Mahoney en el papel de Brady.
- Michael Kitchen en el papel de Clive.
- J.T. Walsh en el papel de Colonel Quinn.
- Ken Russell en el papel de Walter.
- David Threlfall en el papel de Wicklow.
- Klaus Maria Brandauer en el papel de Dante.
- Mac McDonald en el papel de Bob.
- Nicholas Woodeson en el papel de Niki Landau.
- Martin Clunes en el papel de Brock.
- Ian McNeice en el papel de Merrydew, Embassy Rep.
- Colin Stinton en el papel de Henziger.